# 鼓山慈濟宮
鼓山慈濟宮，位於臺灣高雄市鼓山區，主祀保生大帝，分靈自台南學甲慈濟宮，是附近居民的信仰中心，香火鼎盛。

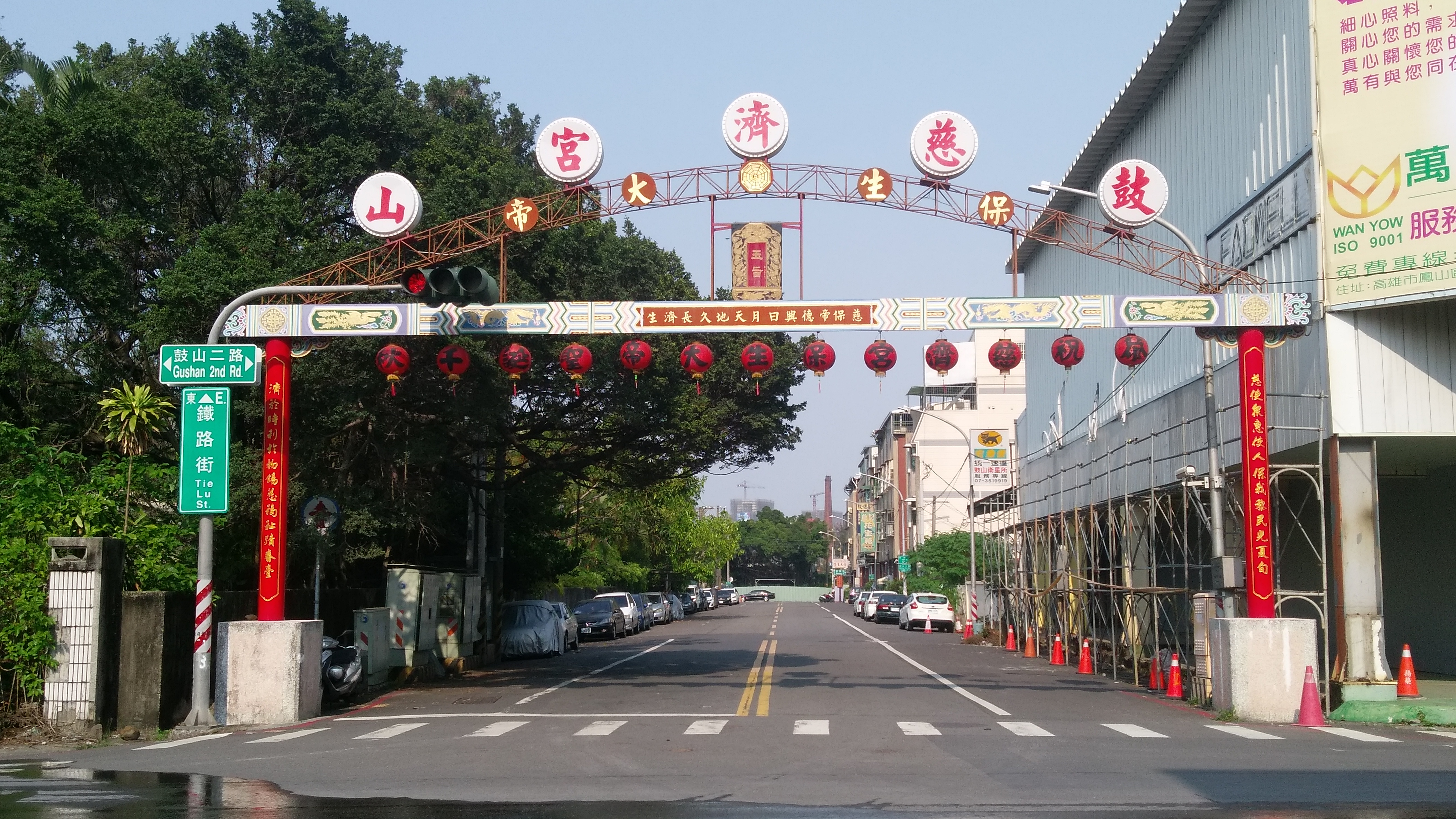
位於鐵路街上的鼓山慈濟宮牌樓

## 歷史
日治時期，郭抄老先生遷居高雄謀生，自台南學甲慈濟宮奉請保生大帝香火到高雄膜拜。
民國45年（公元1956年），由郭抄、陳加走、黃向、黃坤、莊金能、邱呈瑞、謝乃文、陳芳文、莊堪、陳天註、陳參獅、林進財、林竹目、李萬得、郭成傳、吳登山、柯來壽、柯派、郭石山、王愁、黃地、郭再長、柯安靜、鄭帝、林德源、陳決定、陳連台、柯琴瑟、莊識宰、陳萬教、歐石吉、李水月、郭來擊、王可明、柯安靜、陳進雄、邱順評等先生發起募捐建廟並雕塑神像。
民國47年（公元1958年），廟宇落成。
民國73年（公元1984年），因廟宇抵觸道路必須遷建，經謝清標副議長、謝吉雄、柯存德、邱順評等先生鼓吹成立管理委員會，發起募捐購地興建新廟。
民國77年（公元1988年），新廟完工落成入火安座。
民國79年（公元1990年），參與全國保生大帝廟宇聯誼會，前往泉州白礁慈濟祖宮進香，恭迎大帝金身五尊回宮奉祀。
民國89年（公元2000年），農曆二月十五日起舉辦祈安護國佑民植福五朝清醮大典。

## 祀神
鼓山慈濟宮主祀保生大帝，陪祀中壇元帥、福德正神、註生娘娘、虎爺。

## 外部連結
- 鼓山慈濟宮的Facebook專頁 （页面存档备份，存于）
- 鼓山慈濟宮-文化資源地理資訊系統 （页面存档备份，存于）
- 學甲傳香:高雄鼓山慈濟宮-微廟網-專業廟會微電影紀錄影片拍攝與討論 （页面存档备份，存于）
- 保生大帝參拜巡禮-鼓山慈濟宮 （页面存档备份，存于）